# 田中賢一
田中 賢一（たなか けんいち、1969年7月29日 - ）は日本の工学者（電子工学）、博士（工学）。九州工業大学卒。長崎総合科学大学教授。

## 略歴
- 1990年3月 都城工業高等専門学校 電気工学科 卒業
- 1992年3月 九州工業大学 工学部 電気工学科 電子工学コース 卒業
- 1994年3月 九州工業大学 大学院 工学研究科 修士課程 修了
- 1996年4月 九州工業大学 工学部 電気工学科 電子工学教室助手
- 1999年4月 明治大学 理工学部 電気電子工学科 専任講師
- 2007年4月 明治大学 理工学部 電気電子生命学科 准教授
- 2012年4月 明治大学 理工学部 電気電子生命学科 教授
- 2016年4月 長崎総合科学大学 総合情報学部 総合情報学科 知能情報コース 教授

## 研究分野
- マルチメディア・データベース
- 情報通信工学
- 電子機器工学
- 応用光学・量子光工学

## 著書
- 『マンガでわかる電子回路』（オーム社、2009年）
- 『画像メディア工学』（共立出版、2010年）
- 『マンガでわかる電気数学』（オーム社、2011年）
- 『例解　アナログ電子回路』（共立出版、2011年）